# Фред Астер
Фредерик Аустерлиц (енгл. Frederick Austerlitz; 10. мај 1899 — 22. јун 1987), познатији под псеудонимом Фред Астер (енгл. Fred Astaire), био је амерички глумац, плесач, певач и кореограф. Широко је познат као најутицајнији плесач у историји филма.
Његова сценска и каснија филмска и телевизијска каријера обухватила је укупно 76 година, током којих је глумио у више од 10 мјузикла на Бродвеју и у Лондону, снимио 31 музички филм, 4 телевизијске емисије и издао бројне снимке. Као плесач, најбоље је запамћен по свом необичном осећају ритма, перфекционизму, иновативности и као плесни партнер и сценски романтични интерес Џинџер Роџерс, са којим је глумио у серији од десет холивудских мјузикала. Астера је Амерички филмски институт именовао петом највећом мушком звездом класичног холивудског филма у 100 година ... 100 звезда.
Џин Кели, још једна позната звезда плеса на филму, рекао је да „историја плеса на филму почиње са Астером”. Касније је тврдио да је Астер био „једини од данашњих плесача који ће бити запамћен”.

## Детињство, младост и каријера
Фред Астер је рођен као Фредерик Емануел Аустерлиц 10. маја 1899 у Омахи у Небрасци, као син Јохане „Ане” (девојачки Гајлас; 1878–1975) и Фредерика „Фрица” Аустерлиц. Астерова мајка је била рођена у Сједињеним Државама, у породици лутеранских немачких имиграната из Источне Пруске и Алзаса. Астеров отац је био рођен у Линцу, Аустрија, у јеврејској породици која се конвертовала у католицизам. Астер се придружио епископалној цркви 1912.
Астер је презиме које су он и његова сестра Адел Астер узели за свој водвиљски наступ 1905. Породична легенда то приписује ујаку чије је презиме било „L'Astaire”. Њихова водвиљска каријера се наставља, с добром и лошом срећом те повременим прекидима за које је заслужно Друштво Џери, све док се нису пробили на Бродвеј са представом Преко врха 1917. Неки извори тврде да су се Астерови појавили у филму Цврчак Фанчон у којем је главну улогу имала Мери Пикфорд, али Астерови су то одлучно оповргавали.‍:103 Фред Астер је упознао Џорџа Гершвина 1916, док је овај радио у дискографској кући "Џером Х. Ремик" као преговарач, што је прерасло у дугорочно пријатељство, које је касније дубоко утицало на будуће каријере оба уметника.
Током 1920-их, Фред и Адел наступали су на Бродвеју и на лондонској позорници у представама као што су Дамо, буди добра, Смешно лице и Бенд вагон, афирмиравши се и освојивши позоришну публику са обе стране Атлантика. Као екипа снимили су неколико песама. Растали су се 1932. када се Адел удала за свог првог мужа, Лорда Чарлса Кавендиша, сина војводе од Девоншира. Фред је радио на остваривању самосталног успеха на Бродвеју и у Лондону с представом Весела распуштеница, успут разматравши понуде из Холивуда.
Према холивудском предању, извођење на пробном снимању филмске куће РКО, сада изгубљено заједно са снимком, наводно је гласило: „Не зна да пева. Не зна да глуми. Проћелав. Зна помало да плеше.” Продуцент Астер-Роџерових филмова Пандро С. Берман тврдио је да никада није чуо ту причу 1930-их, те да се она појавила тек годинама касније. Астер је 1980. у интервјуу за АБЦ-јеву емисију 20/20 са Барбаром Валтерс, тврдио да је у извештају заправо писало: „Не зна да глуми. Помало ћелав. Такође и плеше”. У сваком случају, проба је очито била разочаравајућа, а и Дејвид О. Селзник, који је с Астером потписао уговор за РКО и наручио пробно снимање, у студијским напоменама описао је наступ као „јадан”. Како било, то није утицало на планове студија за Астера, који га је у почетку позајмио на неколико дана МГМ-у 1933. за Астеров холивудски деби, где је глумио самог себе уз Џоун Крафорд у успешном мјузиклу Расплесана дама.

## Фред и Џинџер
Када се 1933. вратио у РКО, по плати је био пета особа у филму Лет за Рио, у којем је глумио уз Џинџер Роџерс и Долорес дел Рио. У критици Variety магазина огромни успех филма приписан је искључиво Астеровој присутности: „Главни смисао Лета за Рио је филмско обећање Фреда Астера ... Он је сигурна опклада након овога, поседује специфичну драгост, микрофон ласка његовом гласу, а као плесач је у засебној класи. Последње опажање није никаква новост међу професијом, која већ дуго признаје да Астер почиње да плеше када остали престану да ламатају копитима.”
Иако се Астер у почетку веома противио идеји да постане део још једног плесачког пара, уверила га је публика којој се очито веома свидело спаривање Астера с Роџерсовом. То партнерство и кореографија Астера и Хермеса Пана, учинили су плес важним делом холивудског музичког филма. Астер и Роџерс су снимили заједно десет филмова, укључујући Веселу распуштеница (1934), Роберту (1935), Цилиндар (1935), Следи флоту (1936), Време свинга (1936), Заплешимо заједно (1937) и Безбрижан (1938). Шест од девет мјузикала које је он створио донели су највећу зараду РКО-у; сви филмови имали су одређен престиж и умешност, којој су сви филмски студији тежили у то време. Захваљујући партнерству, обоје су постали звезде; као што је Кетрин Хепберн изјавила једном, „Он њој даје отменост, а она њему даје сексуалну привлачност.” Астер је без проблема стекао право на примање постотка од профита филма, што је у то време била изузетна реткост у глумачким уговорима; имао је и комплетну аутономију над тиме како ће плес бити презентиран, што му је допустило да револуционира плес на филму. Једина особа у забављачкој индустрији која је имала такав третман била је Грета Гарбо.
Астер је заслужан за две важне иновације у раним музичким филмовима. Као прво, инсистирао је да (готово непомична) камера сними плесну тачку у само једном кадру, а ако је могуће, да држи плесаче у пуном плану читаво време. Позната је Астерова изрека: „Или ће камера плесати, или ћу ја”. Астер је задржао ово правило од Веселе распуштенице па надаље, све док га није надгласао Франсис Форд Копола, који је 1968. режирао Финијанову дугу, свој први мјузикл (Копола је такође отпустио Хермеса Пана с овог филма). Астеров стил плесних секвенци је био у контрасту с мјузиклима Базбија Берклија , који су били познати по плесним тачкама испуњенима екстравагантним ваздушним снимцима, брзим кадровима и зумирањима на одређене делове тела, попут руку или ногу. Као друга иновација, Астер је био одлучан у томе да све певачке и плесне тачке буду глатко уклопљене у радње филма. Уместо да попут Базбија Берклија користи плес као спектакуларни призор, Астер га је користио како би помицао радњу напред. Типичан Астеров филм укључивао је његово соло извођење – које је он звао „ударачки соло”, комичну плесну тачку с партнерком и партнерску романтичну плесну тачку.

## Филмографија
| Улоге Фреда Астера |               |               |                |          |
| Година             | Српски назив  | Изворни назив | Улога          | Напомена |
| 1935.              | Цилиндар      |               | Џери Траверс   |          |
| 1942.              | Холидеј Ин    |               | Тед Хановер    |          |
| 1957.              | Смешно лице   |               | Фред Ејвери    |          |
| 1974.              | Паклени торањ |               | Харли Клајборн |          |